# خوشحال (ترانه مارینا و دیاموندز)
«خوشحال» (به انگلیسی: Happy) ترانه‌ای توسط خواننده و ترانه‌سرای بریتانیایی مارینا و دیاموندز از سومین آلبوم استودیویی او فروت است که در ۱۲ دسامبر ۲۰۱۴ منتشر شد.